# Date with Death
Date with Death è un film del 1959 diretto da Harold Daniels.
È un film poliziesco statunitense con Gerald Mohr e, Liz Renay.

## Trama
Mike Mason, un hobo malmesso ma acuto, è stato fatto sloggiare dal vagone di un treno merci sul quale viaggiava, e si aggira a piedi lungo il circostante paesaggio deserto. Nota un'auto al bordo della strada, e si avvicina per chiedere un passaggio. L'unico occupante, al posto di guida, però, è morto. Mason scambia vestiti e documenti con lui: si trattava di Louis Deverman, un ufficiale del corpo di polizia. Mason, alla guida della sua automobile si avvia sulla strada: troppo in fretta, evidentemente, perché due poliziotti in moto lo inseguono, lo fanno accostare, e, dopo avergli chiesto i doucumenti, lo scortano al vicino paese di Minden. Nervoso, non sa cosa pensare e non può che accondiscendere. Rimane quantomeno sorpreso quando, giunti a destinazione, apprende di essere il nuovo capo della polizia della cittadina: le autorità locali aspettavano infatti l'arrivo di Louis Deverman, che avevano richiesto all'efficiente dipartimento di New York, per contrastare il dilagare del crimine a Minden.
Ancora più sorprendente è il fatto che Mason/Deverman, nel suo nuovo ruolo, riesce nell'intento.
Il boss della malavita locale è Joe Emmanuel, persona difficile da incriminare, anche per il fatto che gran parte degli ufficiali della polizia del luogo erano conniventi con lui, a partire dal tenente George Caddell, che Emmanuel avrebbe voluto far diventare capo delle forze dell'ordine, in modo da poter agire ancora più impunemente nella gestione del racket. L'arrivo di Deverman avrebbe dunque scombussolato i piani di Emmanuel, che l'aveva quindi fatto uccidere prima che arrivasse in paese. La vera identità di Mason/Deverman viene scoperta da diverse persone: le autorità locali tuttavia concordano col tenere segreta la notizia, perché ciò – attraverso un insieme di avvenimenti - avrebbe favorito lo smascheramento e la cattura del boss malavitoso. Emmanuel, dal canto suo, non aveva reso nota l'identità di Mason perché quest'ultimo, in qualità di "capo della polizia", avrebbe potuto favorire l'insediamento di Caddell al posto di comando.
Nella vicenda hanno un ruolo importante il tenente Art Joslin, poliziotto non corrotto, e la cantante Paula Warren, che, alle dipendenze di Emmanuel, aveva attratto Deverman nel luogo dell'agguato. Una volta conclusasi la vicissitudine – in modo soddisfacente per la legge e l'ordine - con la morte di Emmanuel in un incidente - Joslin – considerando il grande servizio reso alla comunità - omette di imputare a Mason e a Paula i delitti (rispettivamente furto d'identità e di concorso in reato) di cui sono pure responsabili, dicendo di conoscere un giudice che potrà passar sopra alla cosa. Corruzione decisamente diminuita, dunque, ma non del tutto estinta.        

## Produzione
Il film, diretto da Harold Daniels su una sceneggiatura di Robert C. Dennis, fu prodotto da William S. Edwards per la Miller Consolidated Pictures e la Precon Process & Equipment Corporation e girato a Roswell, Nuovo Messico. Alla sua uscita nelle sale, il film utilizzò la tecnica della Subliminal Communication, innestata dalla Precon tra i fotogrammi della pellicola, che mandava messaggi subliminali, attraverso parole o immagini, allo spettatore per ridestare la sua attenzione su eventuali particolari della trama importanti.

## Distribuzione
Il film fu distribuito negli Stati Uniti nel giugno 1959 al cinema dalla Pacific International Enterprises.
Altre distribuzioni:
- negli Stati Uniti nel giugno del 1959 (Una cita con la muerte)
- in Messico il 12 aprile 1962
- in Grecia (Randevou me mia sfaira)
- negli Stati Uniti (Blood of the Man Devil)
- in Germania Ovest (Verabredung mit dem Tod)